# Collegio di Aberafan Maesteg
Aberafan Maesteg è un collegio elettorale gallese, rappresentato alla Camera dei Comuni del Parlamento del Regno Unito. Elegge un membro del Parlamento con il sistema first-past-the-post, ossia maggioritario a turno unico; l'attuale parlamentare è Stephen Kinnock del Partito Laburista, che rappresenta il collegio dal 2024.

## Estensione
Il collegio è costituito dalle seguenti aree: 
- nel distretto di contea di Neath Port Talbot: Aberavon, Baglan, Briton Ferry East, Briton Ferry West, Bryn and Cwmavon, Cymmer, Glyncorrwg, Gwynfi, Margam, Port Talbot, Sandfields East, Sandfields West e Taibach, precedentemente compresi nel collegio di Aberavon;
- nel distretto di contea di Bridgend: Cornelly e Pyle, precedentemente compresi nel collegio di Bridgend e Caerau, Llangynwyd, Maesteg East e Maesteg West, precedentemente compresi nel collegio di Ogmore.

## Membri del parlamento
| Elezione | Elezione | Deputato        | Partito   |
| -------- | -------- | --------------- | --------- |
|          | 2024     | Stephen Kinnock | Laburista |

## Risultati elettorali

### Elezioni negli anni 2020
| Partito                    | Partito                                      | Candidato                  | Risultati 4 luglio 2024 | Risultati 4 luglio 2024 |
| Partito                    | Partito                                      | Candidato                  | Voti                    | %                       |
| -------------------------- | -------------------------------------------- | -------------------------- | ----------------------- | ----------------------- |
|                            | Laburista                                    | Stephen Kinnock            | 17 838                  | 49,89                   |
|                            | Reform UK                                    | Abigail Mainon             | 7 484                   | 20,93                   |
|                            | Plaid Cymru                                  | Colin Deere                | 4 719                   | 13,20                   |
|                            | Conservatore                                 | Mark Griffiths             | 2 903                   | 8,12                    |
|                            | Verde                                        | Justin Griffiths           | 1 094                   | 3,06                    |
|                            | Lib Dem                                      | Nigel Hill                 | 916                     | 2,56                    |
|                            | Indipendente                                 | Captain Beany              | 618                     | 1,73                    |
|                            | Heritage                                     | Rhiannon Morrissey         | 183                     | 0,51                    |
|                            |                                              |                            |                         |                         |
| Iscritti                   | Iscritti                                     | Iscritti                   | 72 580                  | 100,00                  |
| ↳ Votanti (% su iscritti)  | ↳ Votanti (% su iscritti)                    | ↳ Votanti (% su iscritti)  | 35 755                  | 49,26                   |
| ↳ Astenuti (% su iscritti) | ↳ Astenuti (% su iscritti)                   | ↳ Astenuti (% su iscritti) | 36 825                  | 50,74                   |
|                            |                                              |                            |                         |                         |
|                            | Esito: collegio a Laburista (nuovo collegio) |                            |                         |                         |